# 品川運転所
品川運転所（しながわうんてんじょ）は、かつて東京都港区にあった日本国有鉄道（国鉄）東京南鉄道管理局・東日本旅客鉄道（JR東日本）東京支社の車両基地、運転士の所属する組織である。

## 配置車両に標記される略号
客車:「東シナ」…東京支社の「東」と品川の電報略号、「シナ」から構成される。1969年（昭和44年）から1987年（昭和62年）までは東京南鉄道管理局の「南」を用いた「南シナ」と表記されていた。

## 配置車両
日本国有鉄道（国鉄）時代は電車が田町電車区（後の田町車両センター→現在の東京総合車両センター田町センター）、電気機関車が東京機関区、客車が当区にそれぞれ配置されており、車種ごとに部署が異なっていた。

### 国鉄時代の主な配置車両
国鉄時代は寝台特急をはじめとする東京発のほとんどの客車優等列車を当所が管轄していたが、国鉄分割民営化を前にした1986年（昭和61年）11月のダイヤ改正に伴い大半が西日本旅客鉄道（JR西日本）や九州旅客鉄道（JR九州）側の車両基地に移管されている。
- 皇室用客車

書類上の配置。通常は大井工場（現在の東京総合車両センター）内の御料車庫に保管されていた。
- 展望車・スハ44系

東海道本線の特急「つばめ」用。
- 20系客車

「あさかぜ」に始まり、東京から東海道線方面の寝台特急列車に使用された。
- 14系客車
- 24系客車
- 10系客車
- スロ81形・スロフ81形

ジョイフルトレイン（和式客車）。6両1編成で編成愛称はなかった。

### JR東日本時代の配置車両
- 12系客車

ジョイフルトレイン「江戸」の6両が所属していた。
- 14系客車

「さくら」・「みずほ」の一部に使用されていた。
団体・臨時列車用の座席車とジョイフルトレイン「サロンエクスプレス東京」も所属していた。
- 24系客車

「あさかぜ1・4号」・「出雲1・4号」に使用されていた。車両は基本的に金帯の車両で構成されていた。
（尾久移管後も、出雲用の車両が2006年（平成18年）3月の列車廃止まで当所に常駐していた。）
- ホキ800形貨車

主に真鶴駅積出の工臨用として使用されていた。
- オリエント急行

1988年の来日において、本区への所属扱いとされた。

## 歴史
- 1942年（昭和17年） - 品川客車区として開設。
  - 東京駅開設時に八重洲寄りに併設の形で東京検車所（東トウ）が設置されていたが、扱い車両の増加に伴い手狭となったため品川操車場を新設した新鶴見操車場に移転し、跡地を客車区に転換した。
- 1950年（昭和25年）8月1日 - 地方組織改正により東京鉄道管理局の管轄とされる。
- 1969年（昭和44年）3月1日 - 東鉄局再編により東京南鉄道管理局の管轄とされる。以後、民営化まで東京南鉄道管理局の管轄。
- 1986年（昭和61年）11月1日 - 東京機関区と統合し東京運転区に改称。
- 1987年（昭和62年）4月1日 - 国鉄分割民営化によりJR東日本が継承、同時に品川運転所に改称[1]。東京圏運行本部（→ 東京地域本社 → 東京支社）の管轄とされる。
- 1994年（平成6年）12月3日 - 合理化により車両配置がなくなり、「サロンエクスプレス東京」や「江戸」を含めたすべての車両が尾久客車区（現在の尾久車両センター）に移管。ただし、工臨用のホキ800形貨車のみ配置は残る。
- 1998年（平成10年）10月1日 - 東京地域本社の一部を分離して発足した東京支社の管轄とされる。以後、現在まで東京支社の管轄。
- 1999年（平成11年）3月1日 - 品川運転所閉所。運転士は田町運転区、車両は田町電車区に統合。

## 現在
当時の留置線と検修庫は田町車両センターの留置線としてそのまま使われていたが、品川駅構内の改良工事に伴って一部の設備が撤去され、検修庫は取り壊された。
寝台特急「サンライズ瀬戸・サンライズ出雲」に使用される285系電車が東京総合車両センター田町派出に入区し、車内整備を受けている。